# Italiens Grand Prix 2010
Italiens Grand Prix 2010, officiellt Formula 1 Gran Premio Santander d'Italia 2010, var en Formel 1-tävling som hölls den 12 september 2010 på Autodromo Nazionale Monza i Monza, Italien. Det var den fjortonde tävlingen av Formel 1-säsongen 2010 och kördes över 53 varv. Vinnare av loppet blev Fernando Alonso för Ferrari, tvåa blev Jenson Button för McLaren och trea blev Felipe Massa för Ferrari.

## Kvalet
| KR. | Nr | Förare             | Konstruktör          | Q1       | Q2       | Q3       | Grid |
| --- | -- | ------------------ | -------------------- | -------- | -------- | -------- | ---- |
| 1   | 8  | Fernando Alonso    | Ferrari              | 1.22,646 | 1.22,297 | 1.21,962 | 1    |
| 2   | 1  | Jenson Button      | McLaren-Mercedes     | 1.23,085 | 1.22,354 | 1.22,084 | 2    |
| 3   | 7  | Felipe Massa       | Ferrari              | 1.22,421 | 1.22,610 | 1.22,293 | 3    |
| 4   | 6  | Mark Webber        | Red Bull-Renault     | 1.23,431 | 1.22,706 | 1.22,433 | 4    |
| 5   | 2  | Lewis Hamilton     | McLaren-Mercedes     | 1.22,830 | 1.22,394 | 1.22,623 | 5    |
| 6   | 5  | Sebastian Vettel   | Red Bull-Renault     | 1.23,235 | 1.22,701 | 1.22,675 | 6    |
| 7   | 4  | Nico Rosberg       | Mercedes             | 1.23,529 | 1.23,055 | 1.23,027 | 7    |
| 8   | 10 | Nico Hülkenberg    | Williams-Cosworth    | 1.23,516 | 1.22,989 | 1.23,037 | 8    |
| 9   | 11 | Robert Kubica      | Renault              | 1.23,234 | 1.22,880 | 1.23,039 | 9    |
| 10  | 9  | Rubens Barrichello | Williams-Cosworth    | 1.23,695 | 1.23,142 | 1.23,328 | 10   |
| 11  | 14 | Adrian Sutil       | Force India-Mercedes | 1.23,493 | 1.23,199 |          | 11   |
| 12  | 3  | Michael Schumacher | Mercedes             | 1.23,840 | 1.23,388 |          | 12   |
| 13  | 23 | Kamui Kobayashi    | BMW Sauber-Ferrari   | 1.24,273 | 1.23,659 |          | 13   |
| 14  | 16 | Sébastien Buemi    | Toro Rosso-Ferrari   | 1.23,744 | 1.23,681 |          | 14   |
| 15  | 12 | Vitalij Petrov     | Renault              | 1.24,086 | 1.23,819 |          | 201  |
| 16  | 17 | Jaime Alguersuari  | Toro Rosso-Ferrari   | 1.24,083 | 1.23,919 |          | 15   |
| 17  | 22 | Pedro de la Rosa   | BMW Sauber-Ferrari   | 1.24,442 | 1.24,044 |          | 16   |
| 18  | 18 | Jarno Trulli       | Lotus-Cosworth       | 1.25,540 |          |          | 17   |
| 19  | 19 | Heikki Kovalainen  | Lotus-Cosworth       | 1.25,742 |          |          | 18   |
| 20  | 15 | Vitantonio Liuzzi  | Force India-Mercedes | 1.25,774 |          |          | 19   |
| 21  | 24 | Timo Glock         | Virgin-Cosworth      | 1.25,934 |          |          | 242  |
| 22  | 25 | Lucas di Grassi    | Virgin-Cosworth      | 1.25,974 |          |          | 21   |
| 23  | 21 | Bruno Senna        | HRT-Cosworth         | 1.26,847 |          |          | 22   |
| 24  | 20 | Sakon Yamamoto     | HRT-Cosworth         | 1.27,020 |          |          | 23   |

| Vidare från första kvalrundan ▬▬ Vidare från andra kvalrundan ▬▬ |

Noteringar:
- ^1  — Vitalij Petrov fick fem platsers nedflyttning för att ha hindrat Timo Glock under kvalet.[1]
- ^2  — Timo Glock fick fem platsers nedflyttning för ett otillåtet växellådsbyte.[2]

## Loppet
| Pos. | Nr | Förare             | Konstruktör          | Varv | Tid         | Grid | P  |
| ---- | -- | ------------------ | -------------------- | ---- | ----------- | ---- | -- |
| 1    | 8  | Fernando Alonso    | Ferrari              | 53   | 1:16.24,572 | 1    | 25 |
| 2    | 1  | Jenson Button      | McLaren-Mercedes     | 53   | +2,938      | 2    | 18 |
| 3    | 7  | Felipe Massa       | Ferrari              | 53   | +4,223      | 3    | 15 |
| 4    | 5  | Sebastian Vettel   | Red Bull-Renault     | 53   | +28,196     | 6    | 12 |
| 5    | 4  | Nico Rosberg       | Mercedes             | 53   | +29,942     | 7    | 10 |
| 6    | 6  | Mark Webber        | Red Bull-Renault     | 53   | +31,276     | 4    | 8  |
| 7    | 10 | Nico Hülkenberg    | Williams-Cosworth    | 53   | +32,812     | 8    | 6  |
| 8    | 11 | Robert Kubica      | Renault              | 53   | +34,028     | 9    | 4  |
| 9    | 3  | Michael Schumacher | Mercedes             | 53   | +44,948     | 12   | 2  |
| 10   | 9  | Rubens Barrichello | Williams-Cosworth    | 53   | +1.04,213   | 10   | 1  |
| 11   | 16 | Sébastien Buemi    | Toro Rosso-Ferrari   | 53   | +1.05,056   | 14   |    |
| 12   | 15 | Vitantonio Liuzzi  | Force India-Mercedes | 53   | +1.06,106   | 19   |    |
| 13   | 12 | Vitalij Petrov     | Renault              | 53   | +1.18,919   | 20   |    |
| 14   | 22 | Pedro de la Rosa   | BMW Sauber-Ferrari   | 52   | +1 varv     | 16   |    |
| 15   | 17 | Jaime Alguersuari  | Toro Rosso-Ferrari   | 52   | +1 varv     | 15   |    |
| 16   | 14 | Adrian Sutil       | Force India-Mercedes | 52   | +1 varv     | 11   |    |
| 17   | 24 | Timo Glock         | Virgin-Cosworth      | 51   | +2 varv     | 24   |    |
| 18   | 19 | Heikki Kovalainen  | Lotus-Cosworth       | 51   | +2 varv     | 18   |    |
| 19   | 20 | Sakon Yamamoto     | HRT-Cosworth         | 51   | +2 varv     | 23   |    |
| 20   | 25 | Lucas di Grassi    | Virgin-Cosworth      | 50   | Upphägning  | 21   |    |
| Ret  | 18 | Jarno Trulli       | Lotus-Cosworth       | 46   | Växellåda   | 17   |    |
| Ret  | 21 | Bruno Senna        | HRT-Cosworth         | 11   | Hydraulik   | 22   |    |
| Ret  | 2  | Lewis Hamilton     | McLaren-Mercedes     | 0    | Kollision   | 5    |    |
| Ret  | 23 | Kamui Kobayashi    | BMW Sauber-Ferrari   | 0    | Växellåda   | 131  |    |

| Förare och stall som tog poäng ▬▬ |

Noteringar:
- ^1  — Kamui Kobayashi startade från depån.

## Ställning efter loppet
| Pos. | Förare           | Poäng |
| ---- | ---------------- | ----- |
| 1    | Mark Webber      | 187   |
| 2    | Lewis Hamilton   | 182   |
| 3    | Fernando Alonso  | 166   |
| 4    | Jenson Button    | 165   |
| 5    | Sebastian Vettel | 163   |

| Pos. | Konstruktör      | Poäng |
| ---- | ---------------- | ----- |
| 1    | Red Bull-Renault | 350   |
| 2    | McLaren-Mercedes | 347   |
| 3    | Ferrari          | 290   |
| 4    | Mercedes         | 158   |
| 5    | Renault          | 127   |

- Notering: Endast de fem bästa placeringarna i vardera mästerskap finns med på listorna.